# Universidad de Toyama
La Universidad de Toyama (富山大学 Toyama Daigaku?) es una universidad nacional de Japón ubicada en la ciudad de Toyama, prefectura de Toyama.
La Universidad de Toyama es la unión de tres universidades nacionales anteriores; la Universidad de Toyama (fundada en 1949), médico de Toyama y Universidad farmacéutica (fundada en 1975) y el Colegio Nacional de Takaoka (fundada en 1983) se integran en octubre de 2005. Alberga 8 facultades, 6 escuelas de posgrado, el laboratorio de la Universidad, hospital y biblioteca y 12 institutos como el centro de estudiantes internacionales. Hay aproximadamente 9.300 estudiantes (incluyendo 320 estudiantes internacionales) estudiando en la Universidad.